# Kochaju, ale ne zovsim
Kochaju, ale ne zovsim (in ucraino Кохаю, але не зовсім?) è un singolo della cantante ucraina Dorofjejeva, pubblicato il 21 giugno 2023.

## Video musicale
Il video musicale, diretto da Indy Hait, è stato reso disponibile in concomitanza con l'uscita del brano attraverso il canale YouTube dell'artista.

## Tracce
Testi e musiche di Nadija Dorofjejeva, Storm, Ivan Klymenko e Miša Kacurin.
1. Kochaju, ale ne zovsim – 3:19

## Formazione
- Dorofjejeva – voce
- Vanek Klymneko – produzione

## Classifiche

### Classifiche settimanali
| Classifica (2023) | Posizione massima |
| ----------------- | ----------------- |
| Ucraina           | 9                 |

### Classifiche di fine anno
| Classifica (2023) | Posizione |
| ----------------- | --------- |
| Ucraina           | 155       |